# Polsat Games
Polsat Games – polska stacja telewizyjna Telewizji Polsat poświęcona głównie grom wideo, esportowi oraz anime, uruchomiona testowo 1 października 2018 roku w formie kanału internetowego (IPTV), a oficjalnie 15 października 2018 roku o godz. 9.30 w formie kanału telewizyjnego.

## Historia
20 kwietnia 2018 roku Grupa Polsat Plus wystąpiła z wnioskiem o przyznanie koncesji dla stacji Polsat Games, którą otrzymała 22 czerwca na okres 10 lat. 6 września nadawca poinformował, że kanał rozpocznie emisję 1 października, lecz w formie kanału internetowego (IPTV), a 9 października Cyfrowy Polsat poinformał, iż pełna, telewizyjna wersja stacji ruszy 15 października.

## Prezenterzy

### Programy
- Tadeusz Zieliński
- Radosław Nałęcz
- Dawid „Azonh” Letachowicz
- Katarzyna „UrQueeen” Jajuga
- Jakub Malec
- Bartłomiej Sitek
- Karolina „Namu” Górczana
- Mateusz „Brzoza” Brzeziński
- Remigiusz „Rock” Maciaszek

### E-sport
- Dawid „Azonh” Letachowicz
- Fryderyk „Veggie” Kozioł
- Daniel „Rajon” Pastusiak
- Wojciech „Tabasko” Kruza
- Tomasz „TheFakeOne” Milaniuk
- Jan „PieceOfYourPie” Hrynkiewicz
- Tomasz „Magvayer” Filipiuk
- Michał „Avahir” Kudliński
- Mikołaj „Silv4n” Sinacki

## Oferta programowa

### Transmisje e-sportowe
- Ultraliga League of Legends[12]
- Mistrzostwa Świata 2018 w League of Legends[13]
- Mistrzostwa Europy 2019 w League of Legends[14]
- FIFA 19 Ekstraklasa Cup[15]
- GWENT Open Warszawa 2019[16]
- FIFA 19 Ekstraklasa Games[17]
- League of Legends European Masters 2019[18]
- League of Legends MSI 2019[19]
- FIFA 19 eChampions League[20]
- League of Legends Rift Rivals 2019[21]
- IEM Katowice 2020: Counter Strike: GO[22]
- CS:GO ESL Pro League[23]
- Rainbow 6 Polish Masters 2020[24]
- Ekstraklasa Games[25]
- LoL Trinity Force Puchar Polski 2020[26]

### Programy
- Faux Paux – Extra[27]
- Po lekcjach[28]
- PoGraMy[29]
- Rock w Grach[30]
- Giereczkowo By Day[31]
- Giereczkowo By Night[32]
- Nowa Gra+[33]
- GamePlay SHOW[34]
- Cyberpunk 2077 – premiera[35]
- Gry komputerowe show[36]
- Deja Vu[37]
- Deja Vu Extra[37]
- Tech – to logiczne[38]
- Level 7[39]
- Mistrz gry[40]
- Okrutni jajcarze[41]
- LoLek i Kawunia[42]
- Faux Paux[43]
- Magazyn Ekstraklasa Games[44]
- Wszystko gra[45]
- Co ja Patche
- To czy tamto?[29]

### Anime
- Akademia bohaterów[46]
- Bleach[47]
- Dragon Ball Super[48]
- Dragon Ball Kai[49]
- Frieren. U kresu drogi
- Inazuma Eleven Go[50]
- Jujutsu Kaisen
- Monster Hunters Stories: Ride On[51]
- One Piece[52]
- One-Punch Man
- Assassination Classroom[53]
- Koro Sensei Quest[54]

Stacja emituje seriale animowane i paradokumentalne Polsatu i TV4: Gliniarze, Septagon, Włatcy móch oraz inne programy, takie jak np.: Drwale i inne opowieści Bieszczadu, Love Island. Wyspa miłości, Tajna historia XX wieku, Ultraliga Wiosna 2020, Ultraliga – za kulisami, Śmierć na 1000 sposobów, STOP Drogówka.
W ofercie stacji znalazły się także filmy, np.: Inazuma Eleven Movie: The Ultimate Force Team Ogre Attacks, Inazuma Eleven Movie: The Ultimate Bound, Griffon, Atari: Game Over, Historia czołgów, Świat Cosplayu.

## Logo
| Data wprowadzenia    | Opis | Ilustracja |
| -------------------- | --- | ---------- |
| 15 października 2018 | Logotyp przypomina znak Polsatu, lecz różni się od niego kolorem. Napis „POLSAT” znajduje się na dole na turkusowym tle, a na górze turkusowy napis „GAMES” na niebieskim tle. Nad napisem znajdują się charakterystyczne przyciski pochodzące z pada do gier wideo. Na ekranie logo półprzezroczyste. |            |
| 30 sierpnia 2021     | Turkusowe paski (w wersji gradientowej pierwszy pasek od góry jest jasnozielony, a drugi pasek od góry jest żółtozielony) tworzące kulę, pod nią turkusowy napis „polsat games”. |            |

## Dostępność
- Polsat Box Go
- Polsat Box – pozycje 16, 169, 209, 304
- Platforma Canal+ – pozycja 186
- Netia – pozycja 78
- Promax – pozycja 127
- UPC – pozycja 507 (Horizon, Kaon i 4K Box), pozycja 563 (Mediabox i UPC MediaModuł CI+), pozycja 46 (promocyjnie; wszystkie dekodery)
- Orange TV – pozycja 138
- Internet – kanały Polsat Games w serwisach YouTube i Twitch, służące głównie do transmisji na żywo